# Господин Магу
„Господин Магу“ (на английски: Mr. Magoo) е френски анимационен сериал, създаден от Xilam с участието на Classic Media. Премиерата на сериала е излъчена в Португалия на 17 декември 2018 г.
В България сериалът се излъчва по Cartoon Network през 2021 г.
| Роля             | Изпълнител              |
| ---------------- | ----------------------- |
| Господин Магу    | Александър Хаджиангелов |
| Господин Котарак | Марио Иванов            |
| Мазнев           | Симеон Дамянов          |
| Физ              | Росен Пенчев            |
| Линда            | Ивет Лазарова-Торосян   |

| Обработка           | студио „Про Филмс“ |
| ------------------- | ------------------ |
| Режисьор на дублажа | Симеон Дамянов     |
| Преводач            | Найден Маргов      |